# Connarus steyermarkii
Connarus steyermarkii là một loài thực vật có hoa trong họ Connaraceae. Loài này được Prance mô tả khoa học đầu tiên năm 1966.